# Église Saint-Martin de Granges
L'église Saint-Martin de Granges est une église située sur le territoire de la commune de Granges dans le département français de Saône-et-Loire et la région Bourgogne-Franche-Comté.

## Historique
L'église est la subsistance d'une ancienne dépendance de l'abbaye Saint-Martin d'Autun.
Elle fait l'objet d'une inscription au titre des monuments historiques depuis le 5 avril 1990.
Une cérémonie d'inauguration s'y déroula le 29 juin 1991, à l'issue d'une importante campagne de restauration.